# Feszültségmentesítés
A feszültségmentesítés egy meghatározott sorrendben végrehajtott munkafolyamat, melynek során egy erősáramú villamos berendezés (vagy berendezésrész) kapcsolata minden lehetséges energiaforrással megszűnik és a feszültség alá kerülése meg van akadályozva.
A villamos berendezés, vagy annak bizonyos része(i) akkor tekinthető(k) feszültségmentesnek, ha kapcsolata minden lehetséges energiaforrással meg van szakítva, és azon a feszültségmentesítés lépéseit maradéktalanul, a helyes sorrendben elvégezték. Minden más esetben (pl. nem az összes lépést, vagy nem a megfelelő sorrendben hajtották végre) a berendezés feszültség alatt állónak számít.
A feszültségmentesítést az MSZ 1585 szabvány (Villamos berendezések üzemeltetése - régi nevén: Erősáramú Üzemi Szabályzat) írja elő, mely minden villamos berendezés üzemeltetésére és azokon, vagy azok közelében végrehajtott minden munkavégzésre vonatkozik törpefeszültségtől nagyfeszültségig.

## A feszültségmentesítés lépései
Egy villamos berendezés szabványos feszültségmentesítéséhez az alábbi lépéseket kell maradéktalanul, ebben a sorrendben elvégezni:

### Teljes leválasztás
A villamos berendezést, vagy azt a részét, amelyen a munkavégzés majd folyik, az összes tápforrásról le kell választani. Figyelembe kell venni az esetleges többszörös betáplálást, szünetmentes tápegységet, akkumulátort, generátort, kondenzátort stb. Figyelemmel kell lenni a leválasztott hálózati szakaszok feltöltődésére is.

### Visszakapcsolás elleni biztosítás
Meg kell akadályozni, hogy a leválasztott tápforrás bármilyen módon visszakapcsolódhasson. Ha van a kapcsolókészüléken reteszelési lehetőség, akkor azt kell alkalmazni. Villamos kezelőhelyiségben vagy kezelőtérben általában elég a „bekapcsolni tilos” figyelmeztető tábla. Csavarozható, vagy késes biztosítóbetéteket ki kell venni és el kell vinni a helyszínről. Kismegszakítók esetén a bekapcsolást gátló plombák helyére vékony huzal helyezendő be, amelyet össze kell csavarni, vagy a kapcsolókart szigetelőszalaggal kell leragasztani. A kapcsoló automatikákat bénítani szükséges.

### Feszültség nélküli állapot ellenőrzése
Az ellenőrzést a feszültségmentesített berendezés minden kivezetésén el kell végezni.
Hálózati feszültségen próbalámpa, 20 mA-nél nagyobb fogyasztású, szabványos, kétsarkú feszültségvizsgáló vagy voltmérő használatával. Kisfeszültségen az ellenőrzést az aktív vezetők között is és a földhöz képest is el kell végezni. Nagyfeszültségen erre a célra kialakított feszültség-ellenőrző rudakat alkalmaznak, melyek használatának megvan a saját műveleti előírása.

### Földelés és rövidre zárás
A földelés és rövidre zárás történhet a berendezésbe beépített földelőszakaszolóval és/vagy külső földelő-rövidrezáró eszköz használatával. A földelő és rövidre záró szerkezetet először a földelési ponthoz kell csatlakoztatni és utána a földelendő részhez. A földelőnek, ha lehet, a munkavégzés helyéről láthatónak, de minél közelebb kell lennie. Kisfeszültségű és törpefeszültségű villamos berendezések esetében nincs szükség földelésre és rövidre zárásra, ha nem áll fenn az újra feszültség alá kerülésnek a veszélye.

### A közeli, aktív részek elleni védelem biztosítása.
A munkavégzés közelében levő feszültség alatti részeket biztonságosan el kell határolni a feszültségmentesített területtől. A körülhatárolást úgy kell elvégezni, hogy a határvonal érintése se legyen feszültség alatti munkavégzésnek minősíthető. A körülhatárolás módja lehet elzárás, körülzárás, jelképes elkerítés (például szalaggal), egyértelmű írásbeli meghatározással.

## Feszültség alá helyezés
A munkavégzés befejeztével a berendezés újbóli feszültség alá helyezése során a fenti lépéseket fordított sorrendben kell végrehajtani a feszültség-ellenőrzés kivételével. Nagyobb villamos hálózatok üzembe helyezésének saját szempontjai vannak, melyek a visszakapcsolási sorrendet befolyásolják.